# Шапотоу
Шапото́у (кит. упр. 沙坡头, пиньинь Shāpōtóu) — район городского подчинения городского округа Чжунвэй Нинся-Хуэйского автономного района (КНР).

## География
Расположен на окраине пустыни Тэнгэр. В районе проводятся масштабные работы по укреплению плавучих дюн.

## История
Когда царство Цинь завоевало все остальные царства, создав первую в истории Китая централизованную империю, эти земли вошли в состав округа Бэйди (北地郡). При империи Западная Хань они вошли в состав округа Аньдин (安定郡). Во II веке эти места были захвачены гуннами, и надолго перешли под власть кочевников.
После того, как при империи Северная Вэй китайские войска вновь завоевали эти места, они вошли в состав округа Минша (鸣沙郡) области Линчжоу (灵州). При империи Северная Чжоу они оказались в составе области Хуэйчжоу (会州). При империи Суй здесь был создан уезд Минша (鸣沙县). В XI веке эти земли вошли в состав тангутского государства Си Ся. После того, как государство тангутов в XIII веке было уничтожено монголами, эти земли вошли в состав области Инли (应理州).
При империи Мин в 1376 году был учреждён Нинсяский гарнизон (宁夏卫), а в 1403 году в этих местах был учреждён Нинсяский центральный гарнизон (宁夏中卫). При империи Цин военно-административные структуры района Великой стены были преобразованы в гражданские, и в 1724 году Нинсяский центральный гарнизон был преобразован в уезд Чжунвэй (中卫县) Нинсяской управы (宁夏府) провинции Ганьсу.
В 1929 году была создана провинция Нинся, и уезд Чжунвэй вошёл в её состав. В 1933 году восточная часть уезда Чжунвэй была выделена в отдельный уезд Чжуннин (中宁县).
Осенью 1954 года провинция Нинся была присоединена к провинции Ганьсу, и уезд вошёл в состав Специального района Иньчуань (银川专区). В 1958 году был образован Нинся-Хуэйский автономный район, и уезд вошёл в его состав, перейдя в непосредственное подчинение властям автономного района. В 1972 году в составе Нинся-Хуэйского автономного района был создан Округ Иньнань (银南地区), и уезд вошёл в его состав.
В 1998 году округ Иньнань был преобразован в городской округ Учжун.
Постановлением Госсовета КНР от 31 декабря 2003 года из уездов Чжунвэй, Чжуннин и Хайюань был образован городской округ Чжунвэй; уезд Чжунвэй был при этом преобразован в район Шапотоу.

## Административное деление
Район делится на 10 посёлков и 1 волость.

## Экономика
Развиты сельское хозяйство (арбузы) и животноводство.